# Al lupo!
Al lupo! è un dramma lirico in due atti, composto da Giuseppe Mulè su testo di Francesco Paolo Mulè. La prima rappresentazione si svolse il 13 novembre 1919 a Roma, presso il Teatro Nazionale.
L’opera, che fu fortemente apprezzata, descriveva paesaggi e modi propri della Sicilia feudale, raccontata con decisi toni di passione, antagonismo e folclore, e con un'atmosfera dal sapore decisamente verista.

## Interpreti
- Giuseppe Vogliotti: Arriguccio
- Giovanni Inghilleri: conte di Borgetto
- Landau: Isabella[1]

## Trama
Le scene si svolgono nel fondo del conte di Borgetto

### Atto I

#### Scena prima
Al calar del sole, i contadini ultimano il lavoro negli uliveti del feudo. Mentre tutti cantano gioiosamente, Arriguccio è disperato dall'idea di non rivedere più il suo amore.

#### Scena seconda
Sabaletto, l'amministratore del feudo, arriva in compagnia di Ottavio, nipote del conte di Borgetto, lieto di aver conquistato una donna. I due parlano di Arriguccio che presto partirà, e di cui è innamorata Isabella, la figlia del conte. 
Giungono Arriguccio e il conte.

#### Scena terza
Arriguccio e il conte parlano: il primo conferma di essere deciso a partire per ritrovare la propria famiglia, lui che non ha nome né futuro.

#### Scena quarta
Giunge Isabella e Arriguccio avvalora nuovamente le sue intenzioni. Il toccante saluto tra i due giovani è interrotto dalle urla della donna insidiata da Sabaletto. Gli uomini vanno a difenderla. 

#### Scena quinta
Isabella, rimasta sola, è afflitta dalla notizia della partenza del suo amato e decide che non permetterà ad Arriguccio di andare via. Nel frattempo, in lontananza, si avvertono delle voci.

#### Scena sesta
Tutti i contadini annunciano la morte di un lupo. Passano di lì Arriguccio, Sabaletto e il conte, mentre Isabella si è già diretta verso il castello.

#### Scena settima
I cacciatori trasportano il corpo morto dell'animale. Sabaletto convince gli altri a far festa, annunciando una nuova battuta di caccia durante la notte.

#### Scena ottava
Sabaletto convince Arriguccio ad unirsi alle danze, nel frattempo il conte ne comunica la partenza. Quando il feudatario è andato via, il perfido Sabaletto accusa il giovane di averlo ferito per proteggere una donna e, ridendo, lo informa che abuserà di tutte le contadine. Allontanandosi, scorta Isabella alla fonte e confida ad Ottavio di volersi vendicare di Arriguccio proprio sotto i suoi occhi.

#### Scena nona
Isabella chiede ad Arriguccio di non partire e gli dà appuntamento la notte stessa in una grotta. Successivamente, la figlia del conte fa ritorno al suo castello e Arriguccio si dispera per la sua triste sorte mentre si allontana. Sabaletto, che ha spiato tutto, lo segue sghignazzando.

### Atto II

#### Scena prima
Calata la notte i contadini iniziano la caccia e il perfido Sabaletto pregusta la sua vendetta mentre spia Arriguccio. Quest'ultimo si sta dirigendo in una grotta, vicina al castello, per incontrare Isabella.

#### Scena seconda
Isabella gli confessa il suo amore e lo implora di non partire. Arriguccio abbraccia la donna, ma i due vengono interrotti dalla voce di Sabaletto che chiama i contadini, convinti che il lupo si trovi nella grotta. I due giovani si separano: Isabella fa ritorno al castello, Arriguccio si nasconde, aspettando il passaggio dei cacciatori. 

#### Scena terza
Sabaletto, eccitato all'idea di vendicarsi, segnala che il lupo si trova nei sotterranei. Giunge Ottavio e Sabaletto gli rivela dell'incontro tra la cugina e Arriguccio, tentando di convincerlo ad uccidere il contadino per far sì che lui sposi Isabella. Dopodiché Sabaletto va a cercare il conte, lasciando Ottavio da solo. 

#### Scena quarta
Il conte e i cacciatori circondano i sotterranei.

#### Scena quinta
Esce però un uomo, al quale Ottavio scocca una freccia in pieno petto. Una volta riconosciuto, Arriguccio si rifiuta di rivelare al conte il motivo per cui si trova lì. 

#### Scena sesta
Accorre Isabella e, decisa, racconta dell'incontro notturno con Arriguccio e della trama ordina da Sabaletto, condannato dal conte a perire come un lupo: colpito dalle frecce. 
Il conte ed Isabella invitano Arriguccio a recarsi al loro castello ma si accorgono durante la strada che il contadino è ferito. Arriguccio cade al suolo e muore felice tra le braccia della sua amata, invece disperata per l'ingiustizia della sorte.